# Eugenio Vetromile
Eugenio Vetromile (Gallipoli, 22 febbraio 1819 – Gallipoli, 23 agosto 1881) è stato uno scrittore e presbitero italiano.

## Biografia
Nasce a Gallipoli da Pietro dei Baroni di Palmireto e da Marcantonia Margiotta. Frequenta gli studi presso il locale seminario vestendo, il 22.6.1833, l'abito clericale. Presi i 4 ordini minori, nel 1837 e nel 1838, benché prescelto per educatore nel seminario, preferisce seguire i padri gesuiti Sordi e Napolitani, venuti a Gallipoli per predicare le missioni. Il 12 ottobre del 1838 entra nel collegio di Sorrento e professa i voti nel Monastero di Massalubrense, ai piedi dell'altare di S. Francesco da Paola, l'11 ottobre 1842. 
In quello stesso anno viene chiamato al "Gesù Nuovo" di Napoli ad insegnare italiano, latino e greco reggendo la camerata del "Convitto dei nobili". Entrato nell'"Istituto de propaganda fide" in Roma impara con estrema facilità la lingua francese, la portoghese, la spagnola, la tedesca e inglese conseguendo il dottorato nelle lingue classiche e nelle scienze teologiche. 
Padre Ruder, Provinciale generale del Maryland, decide di portarlo con sé imbarcandolo a Livorno, l'8 agosto del 1845, sul vapore Coosa, con destinazione Filadelfia. Al Georgetown di Washington perfeziona per 3 anni la sua conoscenza dell'inglese. 
All'età di 29 anni, il 23 luglio del 1848, viene ordinato sacerdote ed il 24 successivo celebra la sua prima messa. Quello stesso anno viene mandato nella regione del Maine in Canadà presso la tribù indiana degli Abenaki dove, in 16 anni di intenso apostolato, si disse abbia convertito alla religione cattolica oltre 30.000 indigeni. 
Eugenio Vetromile fu uno studioso del linguaggio usato da quelle popolazioni avendo dato alle stampe, nel 1856, un libro di preghiere in dialetto Abenaki e, nel 1860, un voluminoso compendio della Sacra Scrittura, nonostante fosse priva la lingua indiana di grammatica e di dizionario. 
Era dal 1722 che non si tentava l'impresa di scrivere l'alfabeto indiano, da quando, cioè, Padre Rale aveva cercato di approntare un incompleto dizionario ed un'altrettanto imperfetta grammatica. Le sue opere gli valsero l'ingresso nelle più importanti accademie scientifiche d'America e d'Europa. Fu inviato particolare del Governo americano in numerosi convegni scientifici geografici. 
Nel 1866 pubblica la storia delle tribù indiane di Acadia per il quale gli viene attribuito il titolo di “Patriarca degli Indiani”. 
Nel 1871 a conclusione di un suo lungo viaggio scientifico, che lo porta anche a Gallipoli, sua patria, pubblica in due volumi "Travels in Europe" e nel 1880 "A tour in both hemispheres". Rientrato nel 1881 a Gallipoli dopo aver ottenuto speciale dispensa, si trova a soccorrere sul letto di morte il fratello maggiore Ferdinando. 
Pochi giorni dopo la sua morte, vinto dalla violenta emozione, anche il Patriarca Vetromile spira improvvisamente fulminato da apoplessia. 
Appena 3 mesi prima aveva dettato il suo testamento col quale aveva legato alla città, che gli aveva dato i natali, la somma di 5 000 dollari perché alla sua morte "dopo celebrata un'officiatura e 10 messe piane nel giorno dell'anniversario della sua morte, del residuo se ne facessero cinque doti a 5 fanciulle povere". 
La sua fama di poliglotta sopravvive alla sua morte essendosi scritto di lui che aveva conosciuto 14 lingue e 32 dialetti barbari. Le sue spoglie mortali riposano nella cappella di famiglia al cimitero di Gallipoli 
B.Kirker" scrisse: "Eugenio Vetromile va onorato come insigne sapiente, come amico dell'Umanità e come propagatore di civiltà fra genti che non ne conoscevano affatto".

## Opere
- Indian good book (3~edizione), New York, Edward Dunnigan & Brother, 1858
- Noble Bible such as happened Gret—Truths, New York, Rennie, Shea & Lindsay, 1860
- The Abnakis and Their History or Historical Notices on the Aborigines of Acadia, New York, Jymes B. Kirker, 1866
- Travels in Europe, Egypt, Arabia Petraea, Palestine and Syria. New York, D. & Sadlier & C., 1871. Voli. 2
- Sande awikhigan 1876, D. & J Sadlier & CO. [1876]
- Tour in Both Hemispheres; or around the world, New York, D & J. Sadlier & C. 1880.
- Rimase manoscritto (ma forse edito nel 1882) il Dizionario della lingua Abenaki in 3 volumi: vol. 1, Inglese Abenaki; vol. 2, Dizionario comparativo con quello del Padre Rale dei dialetti: Penobscot, Passamaquoddy, Micmac e Montaner; vol. 3, Abenaki — Inglese — Latino, nel quale sono inseriti tutti i dialetti indiani. (Cfr.Johnn O'Kane Murray, A popular history ofthe Catholic Church in the United States, New York, D.& Sadler Company, 1876, alle pagg. 357—8).